# SWB Mülheim
Die SWB-Service-, Wohnungsvermietungs- und -baugesellschaft mbH – kurz SWB – ist eine kommunale Wohnungsgesellschaft mit Sitz in Mülheim an der Ruhr, an der die Beteiligungsholding Mülheim an der Ruhr GmbH 72,10 % und die Mülheimer Energiedienstleistungs GmbH – kurz medl – 27,90 % der Anteile hält und welche über einen Bestand von etwa 8 400 eigenen Wohnungen verfügt (Stand 2018).

## Unternehmen
Laut Handelsregistereintrag beim Amtsgericht Duisburg besteht der Unternehmensgegenstand in der Errichtung, Betreuung, Bewirtschaftung und Verwaltung von Bauten in allen Rechts- und Nutzungsformen. Im Jahr 2017 betrug bei einem Stammkapital von 4 685 800 € und einem Eigenkapital von 54 174 232 € die Bilanzsumme 371 368 958 €.
Zum 31. Dezember 2017 verfügte die GmbH über insgesamt 8 583 Wohn- und Gewerbeeinheiten, davon 8 479 in Mülheim an der Ruhr, 83 in Sachsen-Anhalt und 21 in Essen-Kettwig. Die meisten Wohnungen der SWB befinden sich in den Mülheimer Stadtteilen Heißen (2 141 WE, 25,77 %), Stadtmitte (1 560 WE, 18,78 %), Saarn (1 427 WE, 17,18 %) und Dümpten (1 138 WE, 13,68 %).

## Geschichte
Die SWB wurde 1951 von Oberbürgermeister Heinrich Thöne als Soziale Wohnungsbaugesellschaft (SWB) gegründet und bis 1966 in Personalunion von der 1898 gegründeten Mülheimer Wohnungsbau eG (MWB) geführt.
Mit der 1992 erfolgten Gründung der 100%igen Tochtergesellschaft SWB-Dienstleistungs-, Bauträger- und Finanzservicegesellschaft mbH (Bahnstraße 25) sollte die Beschränkung des Mutterunternehmens auf die Geschäftsfelder der Vermietung und Verpachtung erreicht werden, während alle übrigen Geschäftsbereiche wie zum Beispiel die Bauträgertätigkeit auf die Tochter übertragen wurden.